# Battyeford
Battyeford – wieś w Anglii, w hrabstwie ceremonialnym West Yorkshire, w dystrykcie metropolitalnym Kirklees. Leży 18 km na południowy zachód od miasta Leeds i 264 km na północny zachód od Londynu.